# Bosanski ljiljan
 Ovo je glavno značenje pojma Bosanski ljiljan. Za druga značenja pogledajte Bosanski ljiljan (simbol).
Bosanski ljiljan (žuti bosanski ljiljan; lat. Lilium bosniacum) je vrsta ljiljana koja raste na gorskim travnjacima i grmljem obraslim obroncima bosanskih i dinarskih planina. Naraste do visine između 30 i 90 cm. Cvate u svibnju i lipnju. Na vrhu stabljike obično se nalazi jedan viseći cvijet narančasto žute boje. Latice su debele i savijene unatrag. Prašnici strše. Raste na krškim grebenima od 1200 do 1900 m. U Hrvatskoj raste u Lici, dalmatinskoj Zagori te na Dinari i Velebitu.

## Sinonimi
- Lilium carniolicum var. bosniacum Beck
- Lilium carniolicum subsp. bosniacum (Beck) Asch. & Graebn.
- Lilium pyrenaicum var. bosniacum (Beck) V.A.Matthews